# Uzinei, Iași

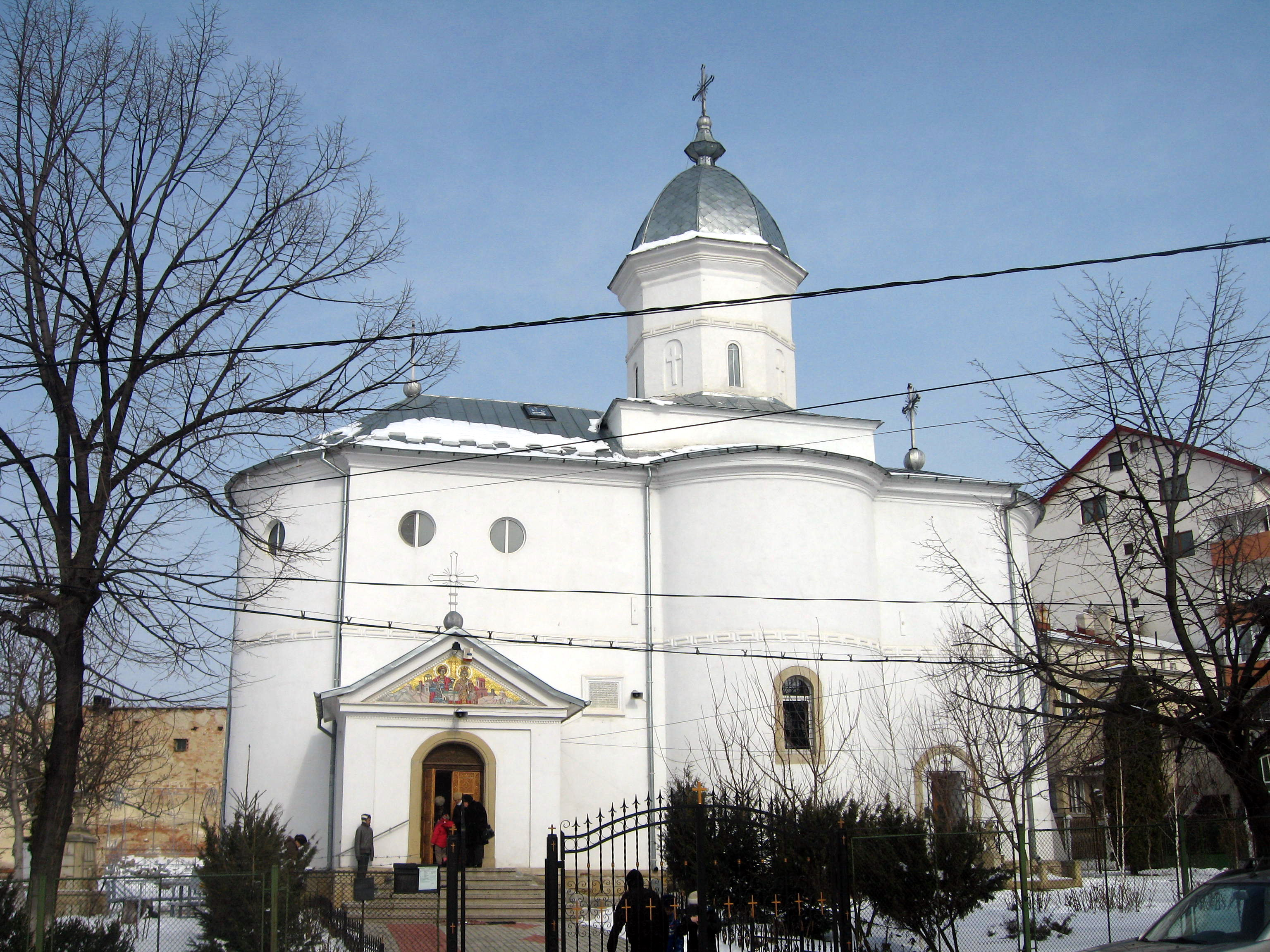
Biserica „Sf. Gheorghe” și „Sf. Ecaterina” Lozonschi

Uzinei este un cartier  al municipiului Iași.

## Toponimie
Numele cartierului vine de la „Uzina electrică”, monument istoric, construit în anul 1894.

## Geografie
Cartierul Uzinei se află în partea de vest a orașului Iași. Este situat între cartierele Centru, Gară, Podu Roș, râul Bahlui.

## Repere notabile
- Biserica „Sfântul Andrei” (1794); strada Sfântul Andrei 3
- Biserica „Sf. Gheorghe” și „Sf. Ecaterina” Lozonschi (1800); strada Cloșca 2, IS-II-m-B-03807
- Casa „Beldiman”, azi Clubul Copiilor (1819); strada Săulescu 10, IS-II-m-B-04032
- Casa „Mavrocordat” (începutul secolului XIX); strada Săulescu 17, IS-II-m-B-04034
- Facultatea de Teologie Ortodoxă, fostul Palat Mihail Sturza (secolul XIX); strada Cloșca 9, IS-II-m-B-03808
- Casă (secolul XIX); strada Gându 6, IS-II-m-B-20189
- Uzina electrică (1894), monument istoric; strada Uzinei 38, IS-II-m-B-04085
- Grădinița „Sf. Nicolae” (a doua jumătate a secolului XIX); strada Uzinei 68, IS-II-m-B-04087
- Casă (a doua jumătate a secolului XIX); strada Gându 1, IS-II-m-A-03894
- Casa „Milescu”, azi tipografia U.M.F. (a doua jumătate a secolului XIX); strada Săulescu 4, IS-II-m-B-04030
- Casă (a doua jumătate a secolului XIX); strada Săulescu 8, IS-II-m-B-04031
- Casă (a doua jumătate a secolului XIX); strada Colonel Nicolae Langa 5, IS-II-m-B-03924
- Casă (a doua jumătate a secolului XIX); strada Colonel Nicolae Langa 7, IS-II-m-B-03925
- Casă (a doua jumătate a secolului XIX); strada Colonel Nicolae Langa 11, IS-II-m-B-03926
- Casă (a doua jumătate a secolului XIX); strada Colonel Nicolae Langa 13, IS-II-m-B-03927
- Casă (a doua jumătate a secolului XIX); strada Colonel Nicolae Langa 15, IS-II-m-B-03928
- Casă (începutul secolului XX); strada Gându 1-A, IS-II-m-B-03895
- Casă (începutul secolului XX); strada Săulescu 13, IS-II-m-B-04033
- Casa scriitoarei Magda Isanos (începutul secolului XX); strada Săulescu 19-A, IS-II-m-B-04035

## Transport
- E58
- Autobuz: 19, 30, 30b, 36